# Abdel-Hakim Ourghi

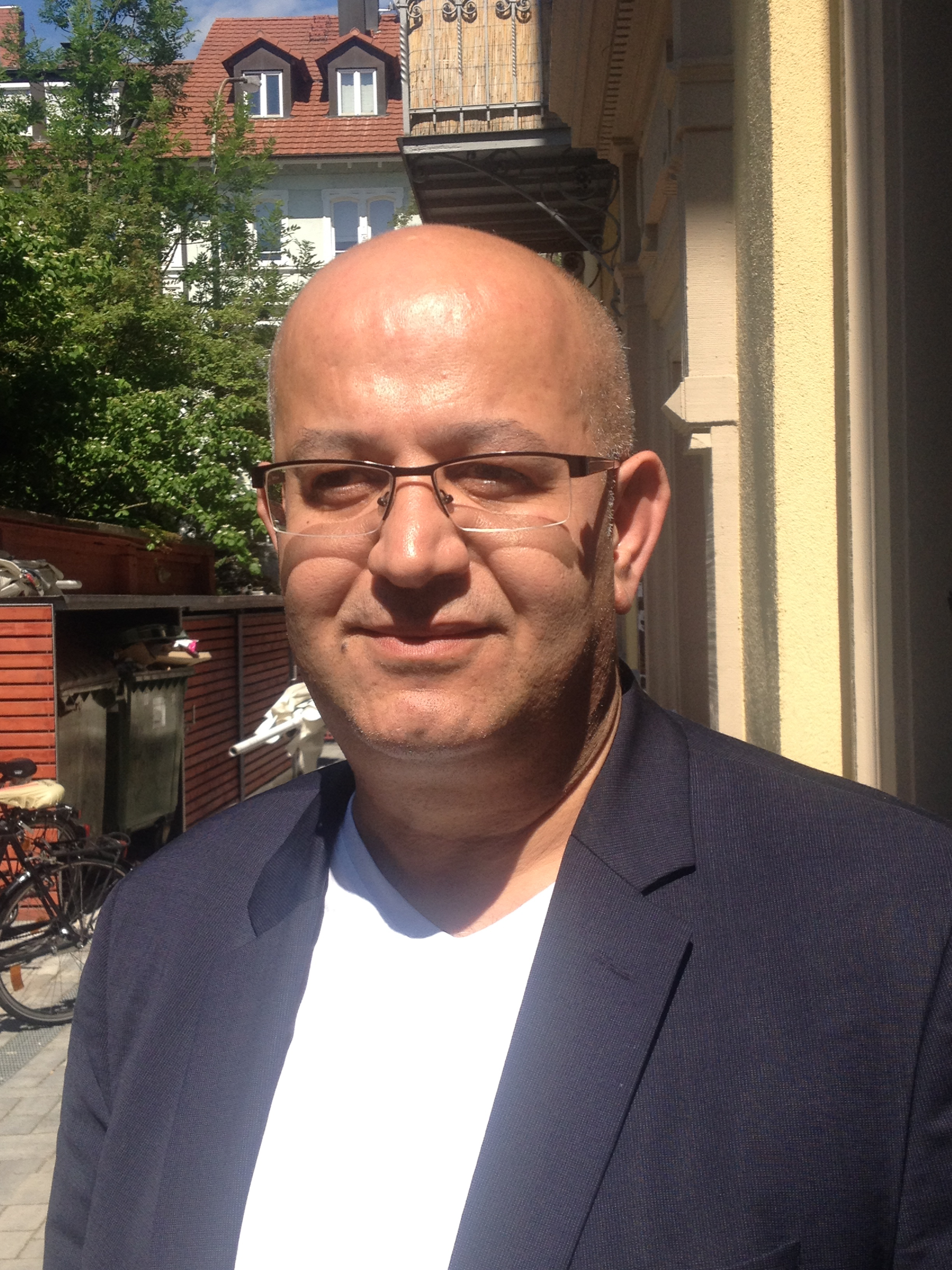
Abdel-Hakim Ourghi in Freiburg/Br., Mai 2017

Abdel-Hakim Ourghi (* 1968 in Oran, Algerien) ist ein deutsch-algerischer Islamwissenschaftler, Philosoph und Religionspädagoge. Seit 2011 leitet er den Fachbereich Islamische Theologie/Religionspädagogik an der Pädagogischen Hochschule Freiburg.

## Leben
Ourghi wurde 1968 in der Stadt Oran in Algerien geboren und legte dort 1987 das Abitur ab. 1991 erlangte er die Licence in Philosophie an der Senia-Universität Oran. 2006 wurde er an der Albert-Ludwigs-Universität Freiburg mit einer Dissertation über Leben, Werk und Wirken von Muḥammad b. Yūsuf Aṭfaiyaš, 1236–1332 h.q. (1821–1914) promoviert. Das Buch gilt inzwischen als Standardwerk. Seit 2009 verfolgt er ein Habilitationsvorhaben unter dem Arbeitstitel Der Dialog zwischen Gott und dem Teufel: Eine entmythologisierende Hermeneutik.
Seit 2011 leitet er den Fachbereich Islamische Theologie/Religionspädagogik an der Pädagogischen Hochschule Freiburg, die Stiftung Sunnitischer Schulrat hat ihm bislang jedoch keine Lehrbefugnis erteilt. Seine Forschungsschwerpunkte sind islamische Theologie, Koran-Forschung, das sunnitische Fatwawesen sowie die Ibaditen in Nordafrika.
Abdel-Hakim Ourghi gehört zu den Erstunterzeichnern der Freiburger Deklaration säkularer Muslime aus Deutschland, Österreich und der Schweiz. Ourghi ist Mitbegründer der Ibn-Ruschd-Goethe-Moschee in Berlin, die für einen säkularen liberalen Islam steht, der eine Trennung zwischen Staat und religiösen Institutionen befürwortet und sich um eine zeitgemäße und geschlechtergerechte Auslegung des Koran und der Hadithen bemüht.

## Positionen
Ourghi plädiert unter anderem für eine Auslegung des Korantextes mit Bezug zur heutigen Lebenswelt, Freitagspredigten in deutscher Sprache, einen Stopp des Imports ausländischer Imame sowie eine Kontrolle der ausländischen Finanzierung von Moscheevereinen, Stiftungen und Dachverbänden. Ourghi fordert nicht nur eine historisch-kritische Lesart des Korans, sondern folgt insbesondere der Koran-Interpretation von Mahmud Muhammad Taha: Dabei werden die mekkanischen Suren des Koran grundsätzlich anders bewertet als die medinensischen. Ourghi:

„Diese Forderung stammt ursprünglich von Mahmud Taha, einem sudanesischen Gelehrten, der 1985 hingerichtet worden ist, weil er in seinem Buch mit dem Titel «Die zweite Botschaft» die unterschiedliche Wertung dieser beiden Teile des Korans gefordert hat. Seines Erachtens gilt nur der in Mekka offenbarte Koran (610–622) als zeitlos, weil er universal sinnstiftende Lehren im ethischen Sinne enthalte. Dagegen habe Muhammad als Staatsmann einer irdischen Gemeinde in Medina (622–632) situationsbedingte Koranstellen verkündet, die in ihrem historischen Wirkungskontext zu begreifen seien.“

In seinem Buch Reform des Islam: 40 Thesen vertritt Ourghi die These, dass der Koran als Gotteswort im Lauf der Jahrhunderte zum Menschenwort wurde. „Das Gotteswort wurde im Laufe der Jahrhunderte durch die Exegese diverser Gelehrter ergänzt. Dadurch gewann der Koran den Status eines Menschenworts“. Gottes Wort, so Ourghi, sei „als Menschenwort im jeweiligen historischen Kontext zu verstehen“. Da die Koraninterpretation von fehlbaren Menschen aufgeschrieben wurde, dürfe diese nicht kanonisiert werden. Es handele sich hierbei „nur indirekt um Gottes Wort, das von verschiedenen Menschen in unterschiedlichen Epochen verfasst wurde.“
Eine weitere Kernthese in seinem Buch lautet: „Nur als Grundbuch einer humanistischen Ethik ist der Koran ewig und zeitlos.“ Inzwischen betont Ourghi die Unterscheidung zwischen dem ethischen und dem politisch-juristischen Koran als eine der wichtigsten Grundlagen für eine Reform des Koran und die Wiederbelebung eines humanistischen Islam. Der politisch-juristische Koran sei in der Zwischenperiode der Offenbarung in Medina entstanden und war zur sozialen und institutionellen Festigung der nach der Auswanderung des Propheten im Jahre 622 von Mekka nach Medina entstandenen Gemeinde gedacht. Der medinensische Koran, der rechtlich, politisch und militärisch vom 7. Jahrhundert inspiriert sei, passe absolut nicht mehr zur heutigen Situation der Muslime. Der mekkanische Koran und ein Teil des in Medina offenbarten Korans beinhalte die Ge- und Verbote Gottes in gottesdienstlichen Handlungen sowie Normen, die der Leser auch im Alten und Neuen Testament finde.
Das Bemühen des deutschen Staates, den orthodoxen Islam durch Staatsverträge oder durch Dialogformate wie die Deutsche Islam Konferenz einzubinden, wird von Ourghi zurückgewiesen: „Der Islam in seiner konservativen Form, der von den Dachverbänden hier bei uns gepredigt wird, gehört nicht zu Deutschland. Sondern nur ein liberaler Islam, der mit unseren westlichen Werten und unserem Grundgesetz vereinbar ist“.

## Kontroversen
Im Januar 2014 erhob Ourghi Plagiatsvorwürfe gegen Mouhanad Khorchide bezüglich dessen Buch Islam ist Barmherzigkeit. Ourghis Vorgehen dabei wurde von Hermann Horstkotte und Ruben Karschnick in Die Zeit sowie von Jörg Imran Schröter in der Islamischen Zeitung kritisiert. Der Islamwissenschaftler Thomas Amberg, der über das Werk von Muhammad Shahrour promovierte, widersprach in einer auf der Website der Universität Münster veröffentlichten Stellungnahme den Plagiatsvorwürfen von Ourghi vehement und bezeichnete diese als diffus, fadenscheinig und böswillig.
Im August 2016 warf Ourghi dem DITIB-Funktionär Murat Kayman vor, dieser hätte ihn auf seinem Blog als Abtrünnigen diffamiert, was einem Mordaufruf gegen ihn gleichkomme.
In der Frankfurter Rundschau nannte der Islamwissenschaftler Muhammad Sameer Murtaza Ourghis Ansatz „unreflektierte Modernisierungsvorschläge“, da die Ausklammerung der medinensischen Wirkzeit Muhammads dramatische Folgen für Ritus und Ethik des Islam habe. Die Gebetsrichtung nach Mekka sei in Medina bestimmt worden, ebenso stammen das Fastengebot im Monat Ramadan, die Almosensteuer und der Pilgerfahrtritus aus der Zeit in Medina. Mit seinen  Vorschlägen würde Ourghi mit einem Male drei der fünf Säulen des islamischen Ritus einreißen. Auch sei die saubere Aufteilung in mekkanische und medinensische Suren gar nicht möglich. Viele der Suren seien ein Konglomerat, bestehend aus mekkanischen und medinensischen Versen. Bei anderen Suren sei unklar, ob sie in Mekka oder Medina offenbart wurden. Seiner Kritikerin, der Bremer Islamwissenschaftlerin Caroline Neumüller, empfahl Ourghi mit der Bezeichnung „Schätzchen“ sich um ihren Sohn und Ehemann zu kümmern. Die Theologen Silvia Horsch und Hakkı Arslan kritisierten gleichermaßen, dass unbequeme Koranverse sich nicht einfach so für ungültig erklären lassen. Hierzu bräuchte es eine für gläubige Menschen nachvollziehbare Hermeneutik, die Ourghi nicht vorlege. Theologisches Arbeiten erfordere die Hermeneutik weiterzudenken und den Koran neu zu kontextualisieren.
Der Liberal-Islamische Bund distanzierte sich in einer Pressemitteilung von Ourghi und dessen Freiburger Deklaration, da diese nicht als liberal bezeichnet werden könne und Ourghi „in letzter Zeit rassistischen und islamfeindlichen Diskursen in Deutschland Schützenhilfe leistet“.
Ourghis Thesenanschlag an der Berliner Dar-as-Salam-Moschee im Zuge seiner Buchpromotion von Reform des Islam: 40 Thesen wurde von Vertretern der evangelischen Kirche als PR-Gag verurteilt. Fraglich sei, wie Ourghi mit solchen Aktionen in die muslimischen Gemeinden hineinwirken wolle, wenn er gar nicht das Gespräch mit jenen suche, die den Islam vertreten, sondern mediale Aufmerksamkeit anstrebe. Den Thesenanschlag verteidigte Ourghi in einem Interview mit dem Evangelischen Pressedienst.
Der Islamwissenschaftler Michael Kiefer äußerte die Bedenken, dass Ourghi in seinem Diskurs ständig von „den“ Muslimen spreche. In zwei Dekaden Islamdebatte sei doch deutlich geworden, dass es „die“ Muslime als klar konturierte Gruppe in Deutschland nicht gebe. Die Heterogenität sei nachweislich beträchtlich und Differenzierung daher dringend notwendig.

## Publikationen
Bücher
- Reform des Islam: 40 Thesen. Claudius-Verlag – Evangelischer Presseverband für Bayern, München 2017, ISBN 3-532-62802-3
- Einführung in die Islamische Religionspädagogik. Matthias-Grünewald-Verlag, Mainz 2017, ISBN 3-7867-3102-0
- Ihr müsst kein Kopftuch tragen!: Aufklären statt Verschleiern. Claudius Verlag, München 2018. ISBN 978-3-532-62821-8.
- Die Juden im Koran – Ein Zerrbild mit fatalen Folgen. Claudius Verlag, München 2023
- Die Liebe zum Hass. Israel, 7. Oktober 2023. Claudius Verlag München 2025.

Artikel
- Muslime brauchen keine westlichen Beschützer. In: Neue Zürcher Zeitung, 28. Juli 2018.